# Сан Салваторе (Ређо ди Калабрија)
Сан Салваторе је насеље у Италији у округу Ређо ди Калабрија, региону Калабрија.
Према процени из 2011. у насељу је живело 243 становника. Насеље се налази на надморској висини од 369 м.